# Men with Brooms
Pour plus de détails, voir Fiche technique et Distribution.
Men with Brooms est un film canadien réalisé par Paul Gross, sorti en 2002.

## Fiche technique
- Titre : Men with Brooms
- Réalisation : Paul Gross
- Scénario : Paul Gross, Graham Wagner, John Krizanc et Paul Quarrington
- Pays d'origine : Canada
- Genre : comédie
- Date de sortie : 2002

## Distribution
- Paul Gross (VQ : Daniel Picard) : Chris Cutter
- Peter Outerbridge (VQ : Benoît Rousseau) : James Lennox
- Jed Rees (en) (VQ : Louis-Philippe Dandenault) : Eddie Strombeck
- James Allodi (en) (VQ : François Godin) : Neil Bucyk
- James B. Douglas (VQ : Raymond Bouchard) : Donald Foley
- Leslie Nielsen (VQ : Aubert Pallascio) : Gordon Cutter
- Molly Parker (VQ : Christine Bellier) : Amy Foley
- Barbara Gordon : Eva Foley
- Michelle Nolden (VQ : Anne Dorval) : Julie Foley
- Connor Price : Brandon Foley
- Stan Coles : Ministre
- Darryl Casselman : Ronnie
- Mike 'Nug' Nahrgang : Nug McTeague
- Jane Spidell : Lilly Strombeck
- Polly Shannon : Joanne
- Kari Matchett : Linda Bucyk
- Greg Bryk : Alexander Yount
- Beau Starr : Scott Blendick
- George Karrys : Barnhart
- The Tragically Hip : l'équipe Kingston
- Hannah Gross (non créditée)